# Elementarni naboj
Elementarni naboj ili  elementarni električni naboj (oznaka e) je fizikalna konstanta koja je apsolutna vrijednost električnoga naboja elektrona, odnosno protona. Električni naboj elektrona prvi je izmjerio R. A. Millikan 1909. Prema suvremenim mjerenjima iznosi: 
{\displaystyle e=\,\,\,1,602\ 176\ 565\cdot 10^{-19}\ {\mbox{C}}}
Električni naboj u prirodi je kvantiziran, to jest može se pojaviti samo u višekratnicima (…, –1, 0, 1, …) od e. Iznimka su kvarkovi, elementarne čestice trećinskih naboja, no oni ne mogu biti slobodni.

## Poveznice
- Građa materije
- Atom